# Canossa (Burg)
Canossa war eine Burg in Oberitalien und Hauptsitz des einst mächtigen Markgrafengeschlechts derer von Canossa. Bekannt wurde sie als Residenz der Markgräfin Mathilde von Canossa (1046–1115). Hier trat im Januar 1077 König Heinrich IV. auf seinem Gang nach Canossa Papst Gregor VII. entgegen, um die Lösung vom Kirchenbann zu erreichen. 
Die Burg wurde an einer strategisch günstigen Position am Rand des Apennins zwischen Bologna und Parma erbaut, 18 Kilometer südwestlich der italienischen Provinz-Hauptstadt Reggio nell’Emilia in einer Höhe von 576 Metern über dem Meeresspiegel.

## Geschichte
Adalbert Atto (939–988), Graf von Canossa, ließ die Burg im 10. Jahrhundert erbauen.
Im Dezember 1076 und Januar 1077 weilte Papst Gregor VII. als Gast der Markgräfin auf der Burg. König Heinrich IV., den der Papst im Februar 1076 exkommuniziert hatte, soll drei Tage lang vor den Toren der Burg um die Wiederaufnahme in die Kirche gefleht haben (Gang nach Canossa). Schließlich gewährte ihm der Papst Einlass und erteilte ihm die Absolution. 
1092 erfuhr Heinrich IV. auf seinem zweiten Italienfeldzug bei Canossa eine empfindliche Niederlage durch die Truppen Mathildes. 
1255 war die Burg bei Kämpfen zwischen Ghibellinen und Guelfen beschädigt worden. 1320 gehörte sie Giberto III. da Correggio, dem damaligen Signore von Parma und Correggio. Er ließ das Gebäude restaurieren und umbauen. 1412 wurde die Burg durch Truppen von Niccolò III. d’Este belagert und beschädigt.
1449 erwarb Leonello d’Este das Gebäude. 1452 ließ Borso d’Este die Burg erneut restaurieren. 1570 gab Alfonso II. d’Este Canossa als Lehen an Boniface Ruggeri, den Grafen von Reggio nell’Emilia. Boniface Ruggeri ließ das Gebäude erneut restaurieren und erweitern. 1642 vergab Francesco I. d’Este das Lehen an die Familie Valentini. Mit kurzen Unterbrechungen (1557 nahm Ottavio Farnese sie ein) blieb die Burg von 1449 bis 1796 (Italienfeldzug Napoleons) im Besitz der Familie Este und das Lehen wurde von 1642 bis 1796 von der Familie Valentini verwaltet.
1819 erhielt die Familie Valentini im Zuge der Restauration die Burg zurück. 1846 löste ein herabfallender Felsblock einen Erdrutsch aus, der das Gebäude beschädigte. Dieses Ereignis wurde auch in deutschen Zeitschriften kommentiert. 1877 gab ein lokaler Bergverein ein Buch über den Apennin zwischen Secchia und Enza heraus, La montagna fra la Secchia e l’Enza. Darin wiesen sie auf den schlechten Zustand der Burg und auf die Notwendigkeit von Ausgrabungen hin. Daraufhin erwarb der italienische Staat 1878 die Ruine und erklärte sie zum Nationaldenkmal.

## Heutiger Zustand
Heute ist die Burg eine Ruine; Konservierungsarbeiten verhinderten einen weiteren Verfall. Die Erweiterungen des Gebäudes durch Mathilde, die Schäden von 1255 und der Umbau durch Guilberto da Correggio im 14. Jahrhundert vernichteten alle Spuren des Ursprungsbaues aus dem 10. Jahrhundert.

## Galeriebilder

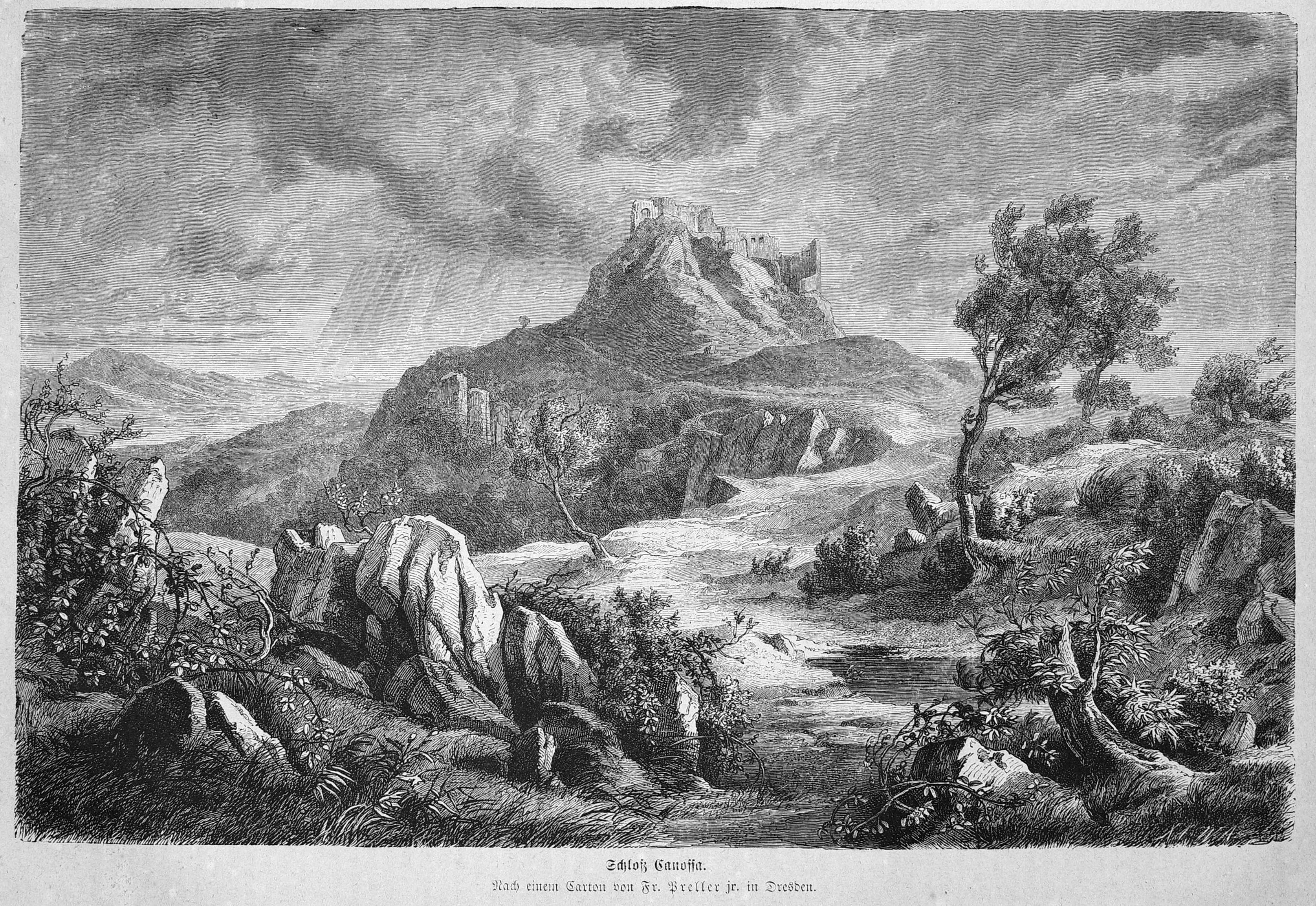
Stich der Burg aus einer Ausgabe der Gartenlaube von 1872
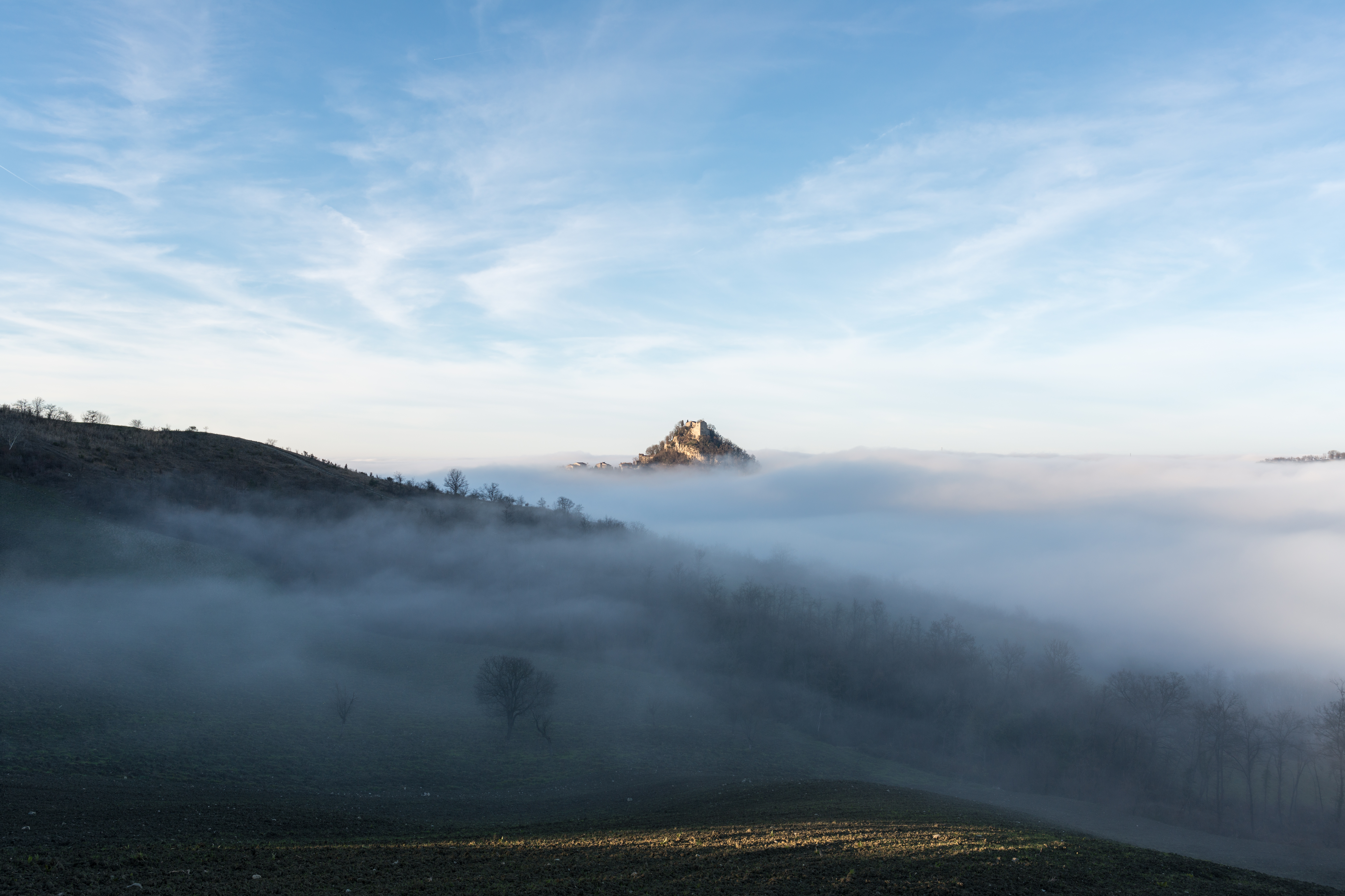
Der Felsen von Canossa im Nebel
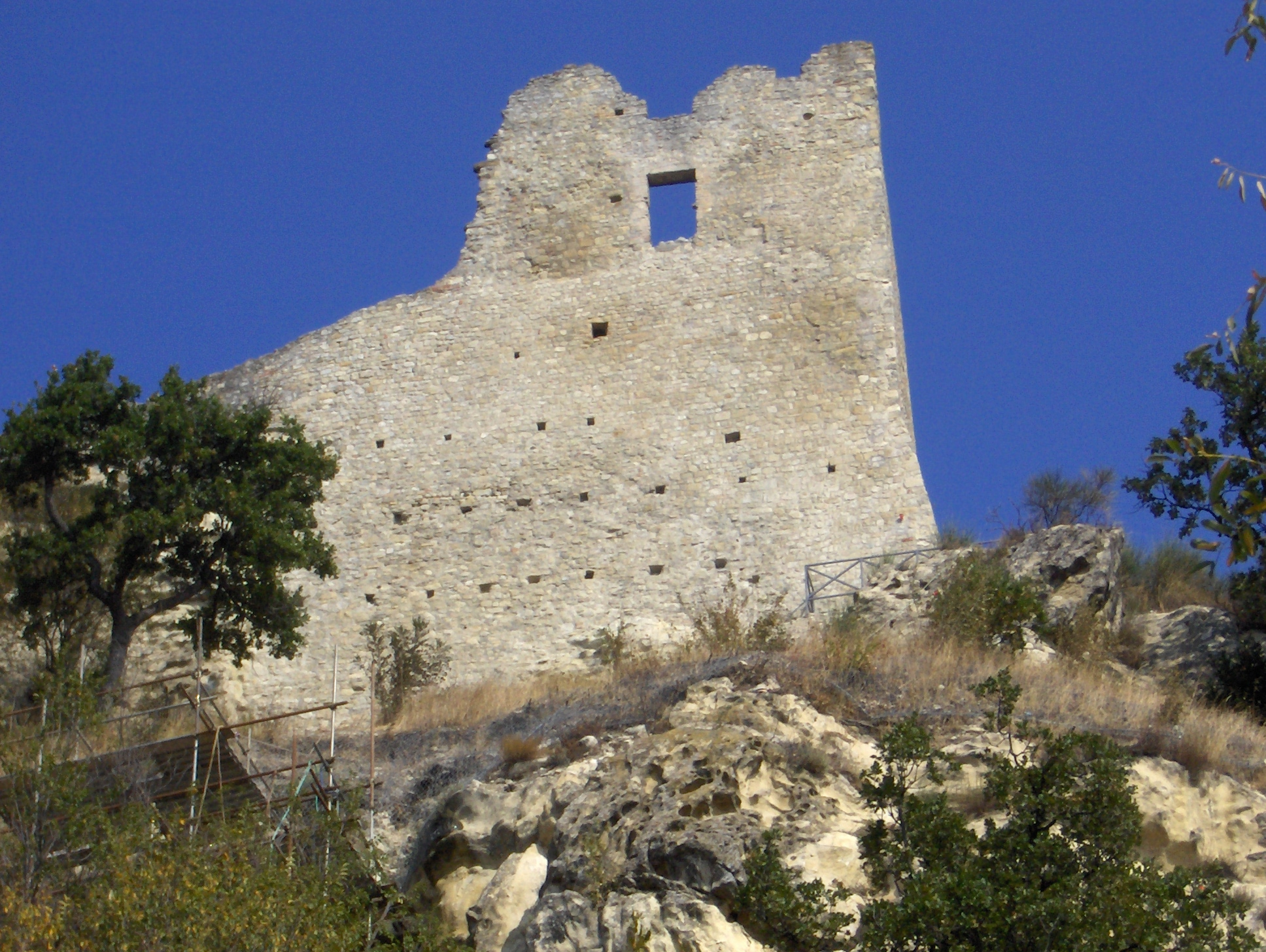
Heutiger Zustand der Burg Canossa
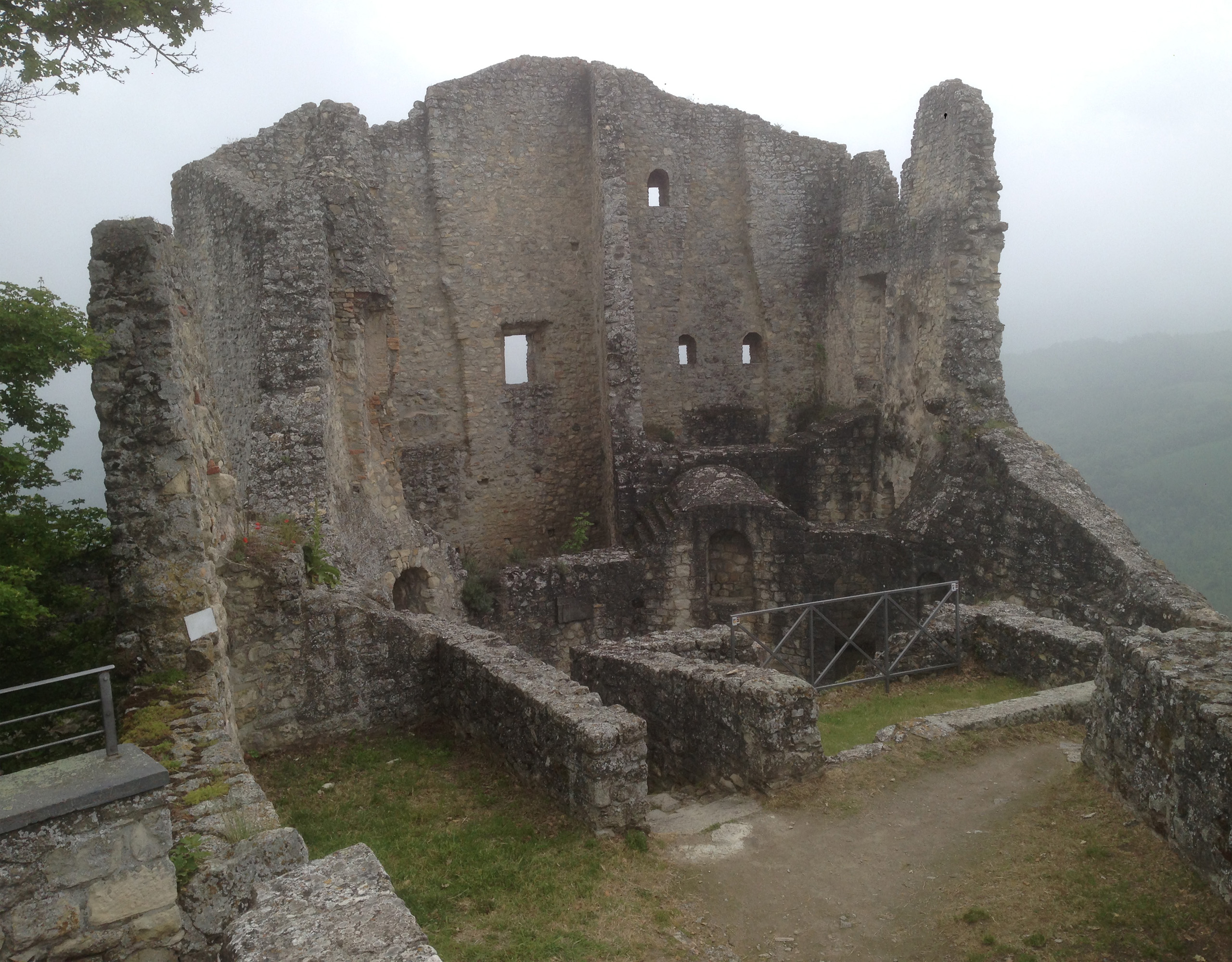
Im Innern der Ruine